# Giovan Francesco Capoferri

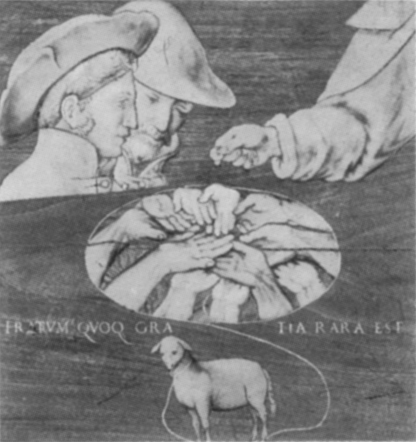
Ritratto di Capoferri e Lotto raffigurati in una tarsia.

(Giorgio Vasari)
Giovan Francesco Capoferri, o Giovanni Francesco Capodiferro (Lovere, 1487 – Bergamo, 1534), è stato un intarsiatore italiano.

## Biografia
Figlio di Giovannino e nipote di Giovanni entrambi falegnami, per proseguire nell'attività della famiglia originaria di Riva di Solto ma attiva a Lovere, ereditò il nome dei suoi nonni, quello paterno e Francesco da quello materno originario di Verona. Apprese i primi insegnamenti nell'officina di famiglia e poi da un artigiano del luogo venendo mandato a scuola presso il convento domenicano di Santo Stefano in Bergamo, a prendere lezioni da fra Damiano Zambelli, durante l'esecuzione del coro intarsiato della chiesa dei Padri Predicatori, di Bergamo. Fra Damiano aveva infatti sottoscritto il 4 marzo 1521, l'impegno a perfezionare il giovane intarsiatore, che forse era stato invitato da don Castello de Ochis di Lovere, il quale, essendo cantore della chiesa mariana di Bergamo era a conoscenza della necessità di realizzare un nuovo coro in detta chiesa, e ritenendo che il lavoro sarebbe stato affidato al Zambelli, riteneva che il giovane alunno sarebbe stato presente alla sua realizzazione. La chiesa fu distrutta nel 1561 per la costruzione delle mura veneziane, il coro ricollocato nel 1647 nella chiesa di San Bartolomeo.
Nei piccolo museo posto nell'istituto Luogo Pio Colleoni vi è una tarsia realizzata dal Capoferri su disegno del Lotto, questa è probabilmente la prima collaborazione tra i due artisti, raffigura la Creazione di Adamo, la datazione è da considerarsi precedente ad altre collaborazioni, in quanto di questa non vi è documentazione contrattuale che obbligasse il committente a riconsegnare il disegno originario, ma ne esiste il pagamento. Considerata la presenza di don Dazio Colleoni, tra gli amministratori della Fondazione Pio Colleoni e della Fondazione MIA giustificherebbe la presenza della tarsia nel museo.
Nel 1522, per poter ottenere l'incarico della realizzazione delle tarsie del coro della basilica di Santa Maria Maggiore da parte dei rettori della consorzio della Misericordia Maggiore di Bergamo: «uno bello et laudabile choro, presbiterio, banchi et ornamenti» propose un suo lavoro: un quadretto intarsiato raffigurante l'Annunciazione, eseguito a quattro mani con il pittore Lorenzo Lotto, a cui era tanto piaciuto quell'intarsio che ne aveva rifinito i particolari. 
Il 23 ottobre del medesimo anno, quando non aveva ancora terminato l'anno di apprendistato presso lo Zambelli, gli venne affidato l'incarico dei lavori, su progetto architettonico di Bernardo Zenale, l'incarico di assistente falegname a Giovanni Belli di Ponteranica, e i disegni successivamente assegnati al Lotto.

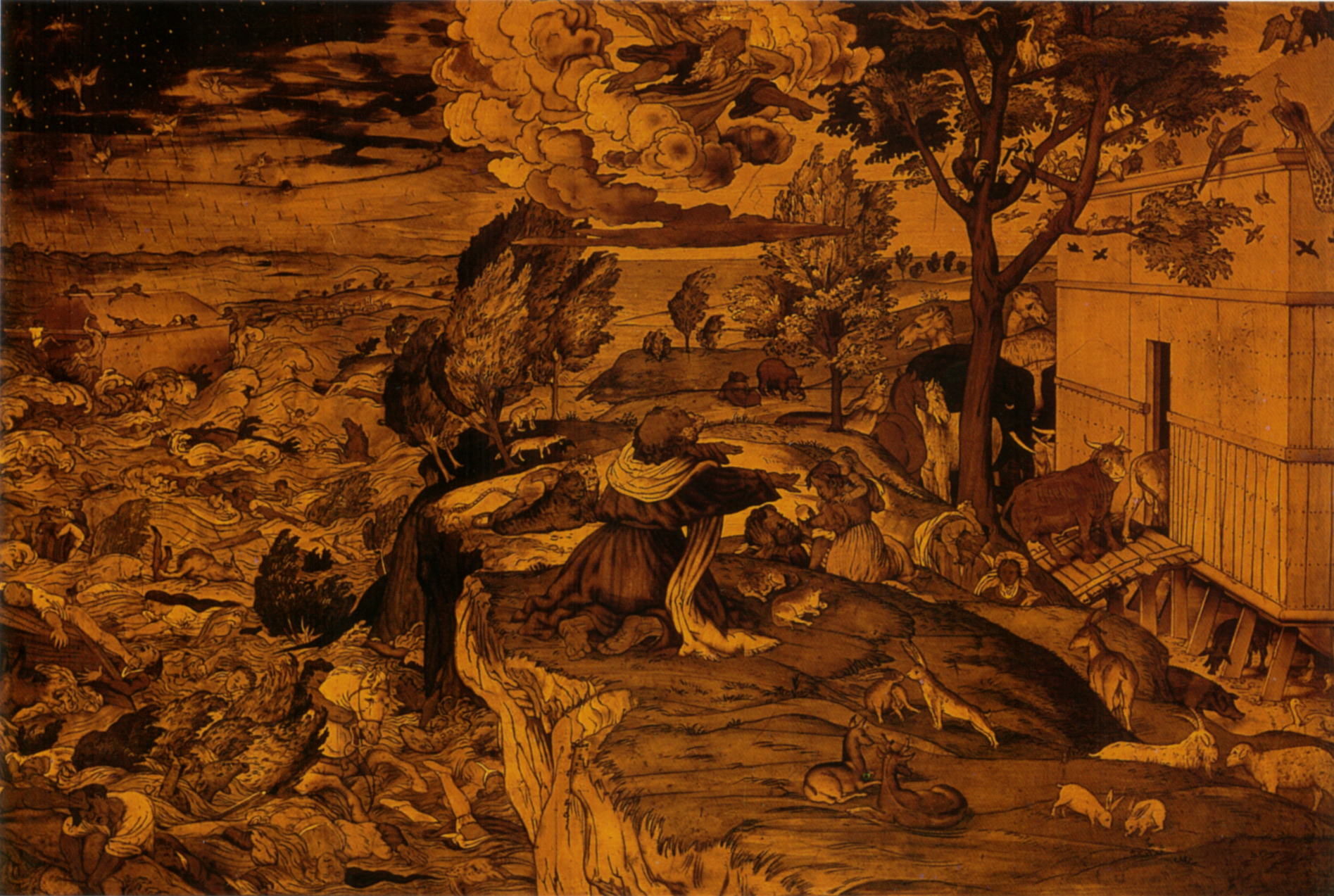
Arca di Noè

Il quadretto dell'Annunciazione, venne poi inserito nel bancale del celebrante, lasciando però fra Damiano umiliato di questa scelta, serve considerare che i tre artisti si conoscevano molto bene, avendo lavorato nel monastero di Santo Stefano nel medesimo periodo, gli intarsiatori per i pannelli del coro, contemporaneamente il Lotto dipingeva la Pala Martinengo. Questa incomprensione porterà il Lotto a tornare a Venezia dopo un lungo periodo a Bergamo, e da quella città mandare i disegni per poter realizzare le tarsie, mentre fra Damiano nel 1526 venne invitato a Bologna dove eseguì le tarsie della Basilica di San Domenico.
L'unione dei due artisti, il Lotto e il Capoferri, porterà le opere eseguite con intarsi lignei, a una evoluzione, in una epoca dove la staticità degli elementi d'intarsio con la raffigurazione di opere geometriche era ormai stanca, proprio il lavoro dell'Annunciazione con il suo avvicinarsi all'arte pittorica iniziò una nuova visione dell'intarsio stesso.

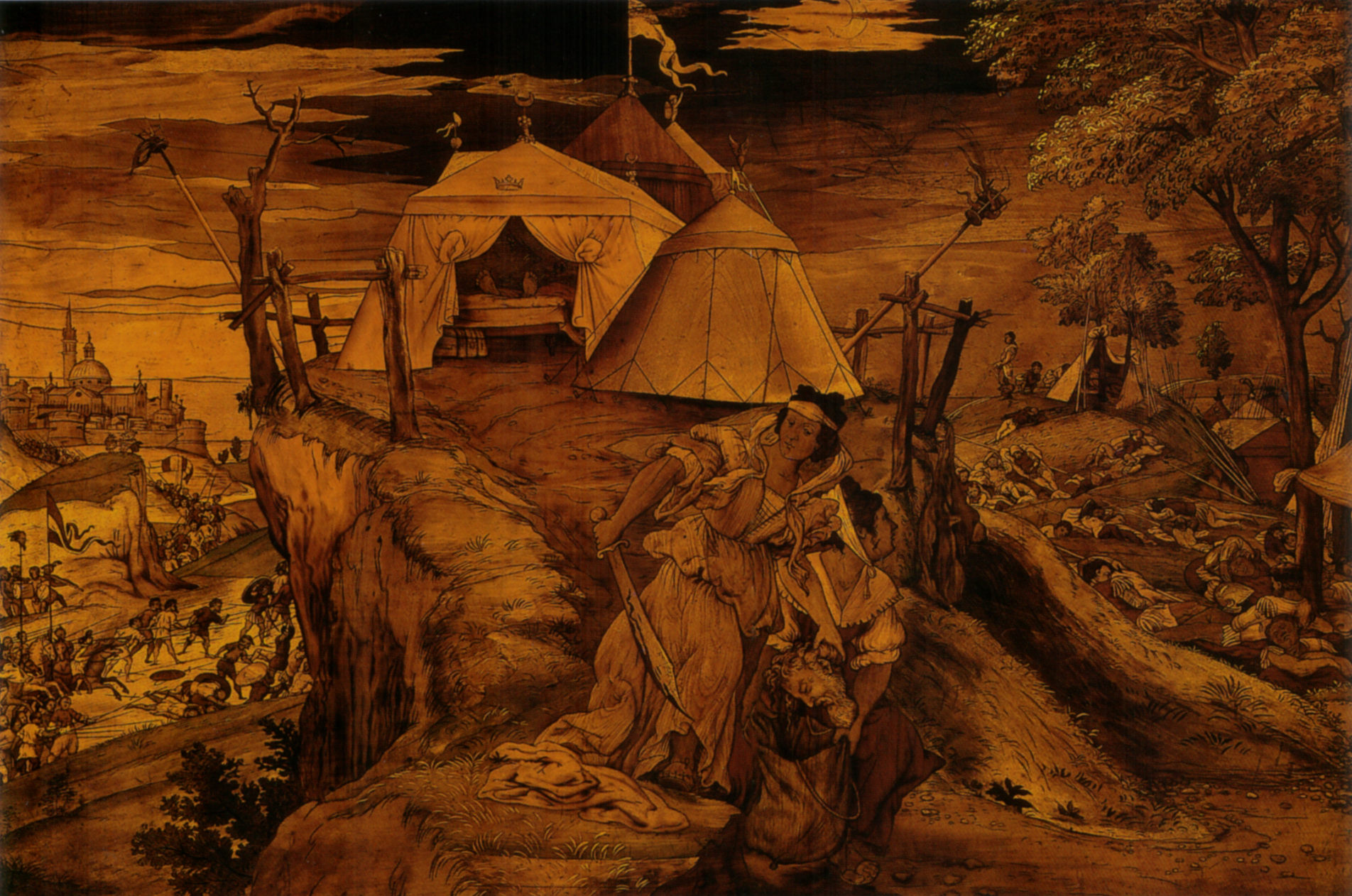
Giuditta e Oloferne

Per l'esecuzione di questa opera, il Capoferri il cui primo documento è del 13 novembre 1522, chiese di recarsi, o venne invitato a recarsi, data la sua giovanissima età, a visitare parecchie città del nord Italia, in particolare a Milano nella bottega di Bernardo Zenale: «cavalcare a qualche città di Lombardia per vedere simili opere per miglior istruzione». Prendendo visione di lavori a intarsio, si recò spesse volte a Venezia per acquistare i legni adatti alla realizzazione delle tarsie, e nominò suo fidato intagliatore Angelo Ferri di Romanengo.
In particolare il Capoferri si recò a Verona, città natale del nonno Giovanni, a visitare il convento di santa Maria in Organo per incontrare Fra Giovanni da Verona e comprendere i segreti dei suoi lavori, pare che proprio da lui il Capoferri apprese quei segreti che resero le tarsie colorate, come se fossero un quadro, imparò come colorare il legname attraverso la bollitura o la macerazione in erbe, scrisse infatti il Vasari.
Capoferri eseguì e riprodusse con scrupolosa fedeltà i disegni del Lotto sia per le tessere delle tarsie, che per i relativi coperti, e in una di questa l'ebanista immortalò il suo volto e quello del pittore. Morì a soli 47 anni di ritorno da uno dei suoi viaggi a Venezia. Proseguirono i suoi lavori i figli Antonio e Giovanni Donato detto Zinino e il fratellastro Giovan Pietro Capoferri.
Le tarsie opera del Capoferri, con i colori originali dei suoi legni, non sono più oggi visibili, gli intarsi si sono scuriti e ombrati, questo grande lavoro di unire intarsio e pittura ebbe presto fine in quanto ritenuta una tecnica troppo complessa e laboriosa.

## Opere
Tra le tarsie a cui ha dedicato la sua intera vita ricordiamo le più testimonianti il rinascimento della tarsia libera dagli schemi pionieristica del tempo:

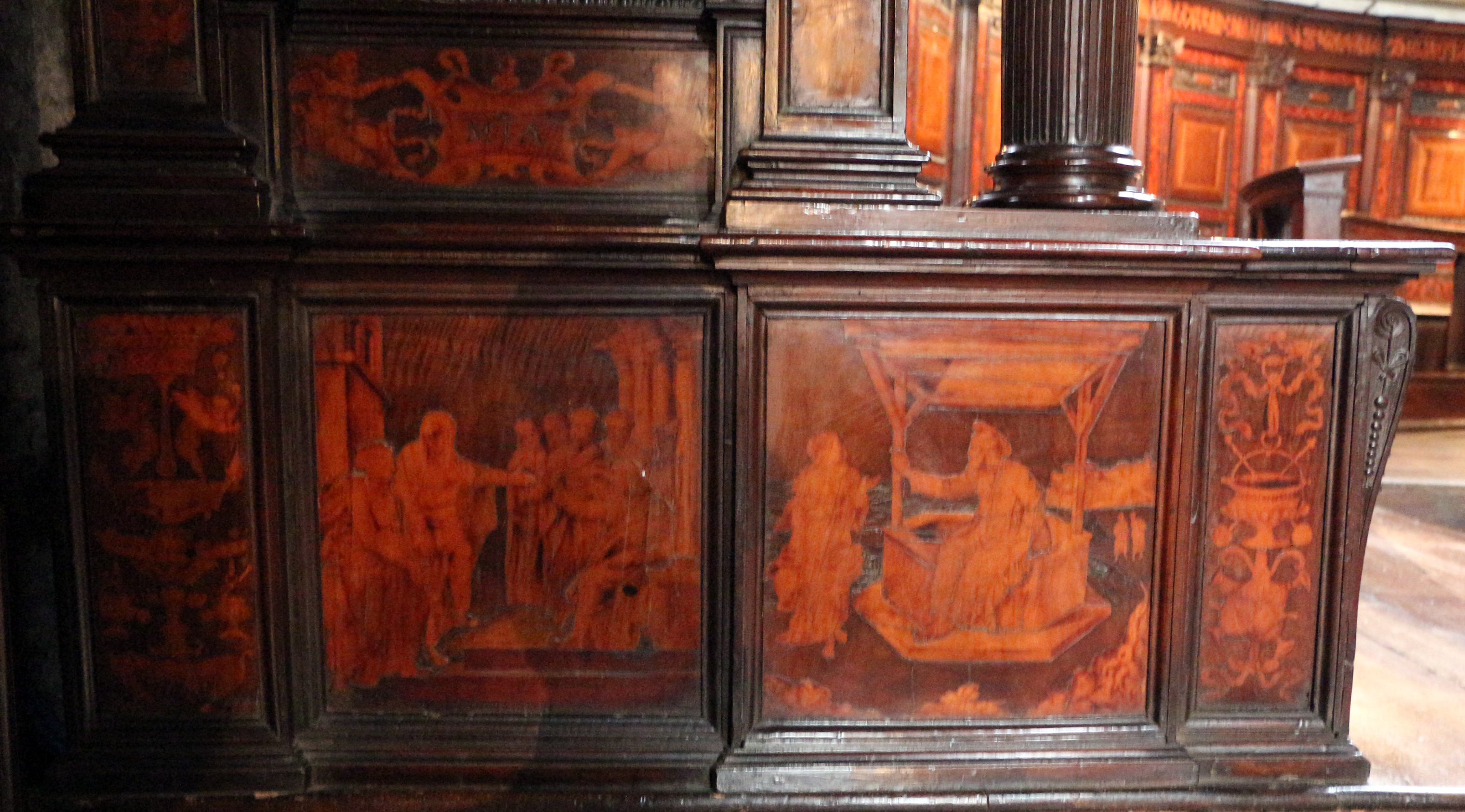
Santa Maria Maggiore a Bergamo, tarsie del coro dei laici.

- La sommersione del Faraone(1529-30);
- Giuditta e Oloferne (1527-30);
- la morte di Abele (1524);
- l'Arca di Noè (1525);
- l'ebrezza di Noè (1524);
- Giona (1528-30).